# Papilio andronicus
Papilio andronicus là một loài bướm thuộc họ Bướm phượng (Papilionidae). 
Loài Papilio andronicus được mô tả năm 1871 bởi Ward. Loài bướm Papilio andronicus sinh sống ở .

## Hình ảnh

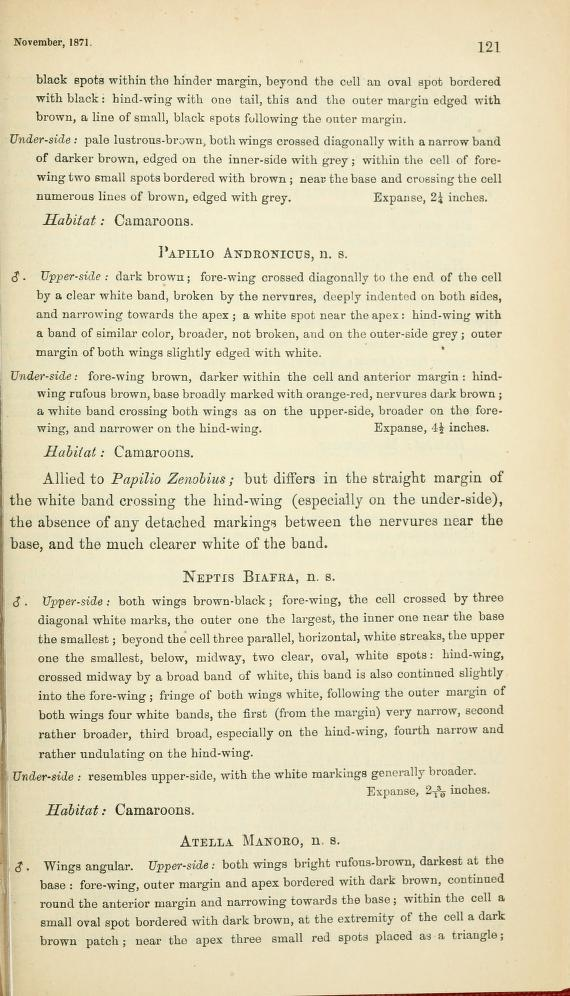